# Presentatori dello Zecchino d'Oro

## Edizioni
| Edizione | Anno | Conduzione                                            | Co-conduzione |
| -------- | ---- | ----------------------------------------------------- | --- |
| 1        | 1959 | Cino Tortorella nel ruolo di Mago Zurlì               | |
| 2        | 1960 | Cino Tortorella nel ruolo di Mago Zurlì               | |
| 3        | 1961 | Cino Tortorella nel ruolo di Mago Zurlì               | |
| 4        | 1962 | Cino Tortorella nel ruolo di Mago Zurlì               | |
| 5        | 1963 | Cino Tortorella nel ruolo di Mago Zurlì               | |
| 6        | 1964 | Cino Tortorella nel ruolo di Mago Zurlì               | |
| 7        | 1965 | Cino Tortorella nel ruolo di Mago Zurlì               | |
| 8        | 1966 | Cino Tortorella nel ruolo di Mago Zurlì               | |
| 9        | 1967 | Cino Tortorella nel ruolo di Mago Zurlì               | |
| 10       | 1968 | Cino Tortorella nel ruolo di Mago Zurlì               | |
| 11       | 1969 | Cino Tortorella nel ruolo di Mago Zurlì               | |
| 12       | 1970 | Cino Tortorella nel ruolo di Mago Zurlì               | |
| 13       | 1971 | Cino Tortorella nel ruolo di Mago Zurlì               | |
| 14       | 1972 | Cino Tortorella nel ruolo di Mago Zurlì               | |
| 15       | 1973 | Cino Tortorella                                       | |
| 16       | 1974 | Cino Tortorella                                       | |
| 17       | 1975 | Cino Tortorella                                       | |
| 18       | 1976 | Cino Tortorella                                       | |
| 19       | 1976 | Cino Tortorella                                       | |
| 20       | 1977 | Cino Tortorella                                       | |
| 21       | 1978 | Cino Tortorella                                       | |
| 22       | 1979 | Cino Tortorella                                       | |
| 23       | 1980 | Cino Tortorella                                       | |
| 24       | 1981 | Cino Tortorella                                       | |
| 25       | 1982 | Cino Tortorella                                       | |
| 26       | 1983 | Cino Tortorella                                       | |
| 27       | 1984 | Cino Tortorella                                       | |
| 28       | 1985 | Cino Tortorella                                       | |
| 29       | 1986 | Cino Tortorella                                       | |
| 30       | 1987 | Cino Tortorella                                       | |
| 31       | 1988 | Cino Tortorella                                       | |
| 32       | 1989 | Cino Tortorella                                       | Maria Teresa Ruta |
| 33       | 1990 | Cino Tortorella                                       | Maria Teresa Ruta (appuntamenti pomeridiani) Livia Azzariti (serata finale) |
| 34       | 1991 | Cino Tortorella                                       | Maria Teresa Ruta |
| 35       | 1992 | Cino Tortorella                                       | Maria Teresa Ruta |
| 36       | 1993 | Cino Tortorella                                       | Maria Teresa Ruta |
| 37       | 1994 | Cino Tortorella                                       | Maria Teresa Ruta |
| 38       | 1995 | Cino Tortorella                                       | Elisabetta Ferracini e Mauro Serio |
| 39       | 1996 | Cino Tortorella                                       | Paola Perego |
| 40       | 1997 | Cino Tortorella                                       | Mauro Serio, Anna Falchi, Chiara Tortorella Giancarlo Magalli (serata finale) |
| 41       | 1998 | Cino Tortorella                                       | Cristina D'Avena e Giorgio Comaschi Milly Carlucci (serata finale) |
| 42       | 1999 | Cino Tortorella                                       | Cristina D'Avena e Giorgio Comaschi Milly Carlucci (serata finale) |
| 43       | 2000 | Cino Tortorella                                       | Cristina D'Avena e Ettore Bassi Milly Carlucci, Pino Insegno e Roberto Ciufoli (serata finale) |
| 44       | 2001 | Cino Tortorella                                       | Ettore Bassi e Monica Leofreddi |
| 45       | 2002 | Cino Tortorella                                       | Heather Parisi e Ilaria Spada |
| 46       | 2003 | Cino Tortorella                                       | Heather Parisi, Francesco Salvi e Michael Cadeddu |
| 47       | 2004 | Cino Tortorella                                       | Roberto Ciufoli, Cristina Chiabotto, Dario Di Tursi e Geronimo Stilton |
| 48       | 2005 | Cino Tortorella                                       | Tosca D'Aquino, Francesco Salvi e Anna Munafò Pippo Baudo (martedì), Mara Venier (mercoledì), Luisa Corna (giovedì) e Massimo Giletti (venerdì)                                                                    |
| 49       | 2006 | Cino Tortorella e Veronica Maya                       | Nino Frassica e Alex Polidori Nancy Brilli (martedì), Lorena Bianchetti (mercoledì), Matilde Brandi (giovedì) e Anna Falchi (venerdì e sabato)                                                                     |
| 50       | 2007 | Cino Tortorella e Veronica Maya                       | Chiara Tortorella, Francesco Salvi (martedì, mercoledì e giovedì), Lorena Bianchetti (martedì e mercoledì), Massimo Giletti (giovedì), Veronica Pivetti (venerdì e sabato), e Gabriele Cirilli (venerdì e sabato). |
| 51       | 2008 | Cino Tortorella, Veronica Maya e Paolo Conticini      | |
| 52       | 2009 | Veronica Maya e Paolo Conticini                       | |
| 53       | 2010 | Veronica Maya e Pino Insegno                          | |
| 54       | 2011 | Veronica Maya e Pino Insegno                          | |
| 55       | 2012 | Veronica Maya e Pino Insegno                          | |
| 56       | 2013 | Veronica Maya e Pino Insegno                          | |
| 57       | 2014 | Veronica Maya                                         | Paolo Conticini (martedì e sabato), Marisa Laurito (mercoledì), Gianni Ippoliti (giovedì), Gabriella Germani (giovedì), e Andrea Lucchetta (venerdì).                                                              |
| 58       | 2015 | Cristèl Carrisi e Flavio Montrucchio                  | |
| 59       | 2016 | Francesca Fialdini e Giovanni Caccamo                 | |
| 60       | 2017 | Francesca Fialdini e Gigi e Ross con Cristina D'Avena | Carlo Conti (serata finale) |
| 61       | 2018 | Francesca Fialdini e Gigi e Ross con Cristina D'Avena | Carlo Conti (serata finale) |
| 62       | 2019 | Antonella Clerici                                     | Carlo Conti (serata finale) |
| 63       | 2021 | Carlo Conti e Mara Venier                             | |
| 64       | 2021 | Francesca Fialdini e Paolo Conticini                  | Carlo Conti (serata finale) |
| 65       | 2022 | Francesca Fialdini e Paolo Conticini                  | Carlo Conti (serata finale) |
| 66       | 2023 | Andrea Dianetti e Carolina Benvenga                   | Carlo Conti (serata finale) |
| 67       | 2024 | Carolina Benvenga e Lorenzo Baglioni                  | Carlo Conti (serata finale) |

## Statistiche
| No. edizioni | Conduttore           | Edizioni                    |
| ------------ | -------------------- | --------------------------- |
| 51           | Cino Tortorella      | 1959-2008                   |
| 9            | Veronica Maya        | 2006-2014                   |
| 8            | Carlo Conti          | 2017-2024                   |
| 6            | Maria Teresa Ruta    | 1989-1994                   |
| 5            | Cristina D'Avena     | 1998-2000, 2017-2018        |
| 5            | Pino Insegno         | 2000, 2010-2013             |
| 5            | Francesca Fialdini   | 2016-2018, 2021-2022        |
| 5            | Paolo Conticini      | 2008, 2009, 2014, 2021-2022 |
| 3            | Chiara Tortorella    | 1992, 1997, 2007            |
| 3            | Milly Carlucci       | 1998-2000                   |
| 3            | Francesco Salvi      | 2003, 2005, 2007            |
| 2            | Mauro Serio          | 1995, 1997                  |
| 2            | Anna Falchi          | 1997, 2006                  |
| 2            | Giorgio Comaschi     | 1998, 1999                  |
| 2            | Roberto Ciufoli      | 2000, 2004                  |
| 2            | Ettore Bassi         | 2000, 2001                  |
| 2            | Heather Parisi       | 2002, 2003                  |
| 2            | Mara Venier          | 2005, 2021                  |
| 2            | Massimo Giletti      | 2005, 2007                  |
| 2            | Lorena Bianchetti    | 2006, 2007                  |
| 2            | Gigi e Ross          | 2017, 2018                  |
| 2            | Carolina Benvenga    | 2023, 2024                  |
| 1            | Dorina Vaccaroni     | 1987                        |
| 1            | Livia Azzariti       | 1990                        |
| 1            | Elisabetta Ferracini | 1995                        |
| 1            | Paola Perego         | 1996                        |
| 1            | Giancarlo Magalli    | 1997                        |
| 1            | Monica Leofreddi     | 2001                        |
| 1            | Ilaria Spada         | 2002                        |
| 1            | Michael Cadeddu      | 2003                        |
| 1            | Cristina Chiabotto   | 2004                        |
| 1            | Dario Di Tursi       | 2004                        |
| 1            | Tosca D'Aquino       | 2005                        |
| 1            | Anna Munafò          | 2005                        |
| 1            | Pippo Baudo          | 2005                        |
| 1            | Luisa Corna          | 2005                        |
| 1            | Nino Frassica        | 2006                        |
| 1            | Alex Polidori        | 2006                        |
| 1            | Nancy Brilli         | 2006                        |
| 1            | Matilde Brandi       | 2006                        |
| 1            | Veronica Pivetti     | 2007                        |
| 1            | Gabriele Cirilli     | 2007                        |
| 1            | Pupo                 | 2007                        |
| 1            | Marisa Laurito       | 2014                        |
| 1            | Gabriella Germani    | 2014                        |
| 1            | Andrea Lucchetta     | 2014                        |
| 1            | Gianni Ippoliti      | 2014                        |
| 1            | Cristèl Carrisi      | 2015                        |
| 1            | Flavio Montrucchio   | 2015                        |
| 1            | Giovanni Caccamo     | 2016                        |
| 1            | Antonella Clerici    | 2019                        |
| 1            | Andrea Dianetti      | 2023                        |
| 1            | Lorenzo Baglioni     | 2024                        |